# ثوم دانيني
الثوم الدانيني (باللاتينية: Allium daninianum) نوع نباتي عشبي يتبع جنس الثوم من الفصيلة الثومية. سمي تكريما لعالم النبات دانين.

## الموئل والانتشار
موطنه في بلاد الشام.